# La Chapelle-Janson
Chapelle-Janson (bret. Chapel-Yent) – miejscowość i gmina we Francji, w regionie Bretania, w departamencie Ille-et-Vilaine.
Według danych na rok 1990 gminę zamieszkiwały 1244 osoby, a gęstość zaludnienia wynosiła 46 osób/km² (wśród 1269 gmin Bretanii Chapelle-Janson plasuje się na 493. miejscu pod względem liczby ludności, natomiast pod względem powierzchni na miejscu 331.).